# El Cubillo de Uceda
El Cubillo de Uceda ist eine zentralspanische Gemeinde mit 109 Einwohnern (Stand: 2024) in der Provinz Guadalajara in der Autonomen Gemeinschaft Kastilien-La Mancha. 

## Geografie
El Cubillo de Uceda befindet sich etwa 33 Kilometer nordwestlich von Guadalajara und etwa 48 Kilometer nordnordöstlich von Madrid in einer Höhe von ca. 885 m. 

## Bevölkerungsentwicklung
| Bevölkerung | Bevölkerung | Bevölkerung | Bevölkerung | Bevölkerung | Bevölkerung |
| 1970        | 1981        | 1991        | 2001        | 2011        | 2021        |
| ----------- | ----------- | ----------- | ----------- | ----------- | ----------- |
| 207         | 169         | 150         | 116         | 176         | 126         |

## Sehenswürdigkeiten
- Kirche Mariä Himmelfahrt (Iglesia de Nuestra Señora de la Asunción)

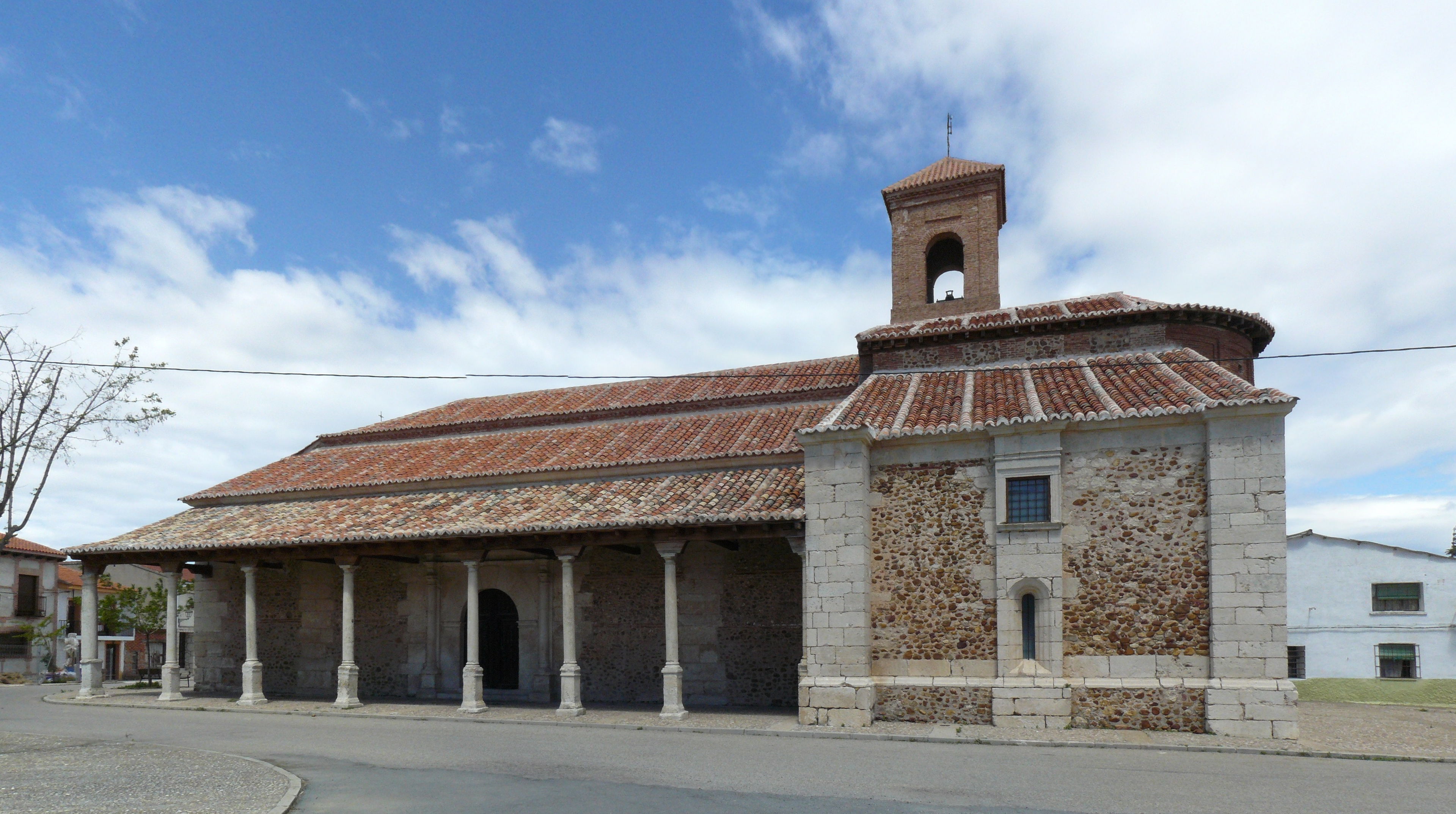
Kirche Mariä Himmelfahrt